# Tauge
Die Tauge ist ein Fluss in Frankreich, der im Département Tarn-et-Garonne in der Region Okzitanien verläuft.

## Verlauf
Sie entspringt beim gleichnamigen Weiler La Tauge, im nördlichen Gemeindegebiet von Monclar-de-Quercy, entwässert generell Richtung Nordwest und mündet nach rund 20 Kilometern an der Gemeindegrenze von Lamothe-Capdeville und Montauban als linker Nebenfluss in den Aveyron. Im Mündungsabschnitt unterquert die Tauge die Autobahn A20.

## Nebenflüsse
- Laujole (km 7,7)
- Nauge (km 8,6)
- Tardre (km 10,3)
- Angle (km 12,4)

## Orte am Fluss
(Reihenfolge in Fließrichtung)
- Chouastrac, Gemeinde Monclar-de-Quercy
- Les Teularios, Gemeinde Vaïssac
- Boissonnade, Gemeinde Génébrières
- Saint-Étienne-de-Tulmont
- Darriat, Gemeinde Montauban
- Gibelot, Gemeinde Albias